# Cúc Phương (xã)
	Cúc Phương		là một xã thuộc tỉnh Ninh Bình, Việt Nam.

## Địa lý
Trụ sở xã nằm cách   phường Hoa Lư - trung tâm tỉnh lỵ Ninh Bình 36 km về phía Tây, có vị trí địa lý:
- Phía nam giáp xã Phú Long.
- Phía đông giáp xã Nho Quan và xã Thanh Sơn.
- Phía bắc giáp các xã Đại Đồng, Yên Trị và Yên Thủy của tỉnh Phú Thọ.
- Phía tây giáp xã Thạch Quảng và xã Thành Vinh của tỉnh Thanh Hóa.

Xã Cúc Phương	có diện tích:	132,68	km², 	dân số:	8.650	người, mật độ dân số: 	65	người/km². Đây là xã nằm ở cực Tây của tỉnh Ninh Bình (4 điểm cực Đông, Tây, Nam, Bắc của tỉnh Ninh Bình lần lượt nằm tại: Giao Minh, Cúc Phương, Kim Đông, Duy Tân)	
Đây là đơn vị có diện tích xếp thứ:	1	, số dân xếp thứ: 	129	và mật độ dân số xếp thứ: 	129	trong số 129 xã, phường ở Ninh Bình. 
Xã này nằm trên Quốc lộ 12B.
Dân tộc Mường chiếm trên 84% dân số. Đây là xã có diện tích tự nhiên lớn nhất tỉnh Ninh Bình. Trung tâm của Vườn quốc gia Cúc Phương và phần lớn diện tích của rừng nằm trên xã này.
Xã Cúc Phương là một xã miền núi, là 3 xã ở Ninh Bình được xếp vào diện xã vùng cao nơi đây có đỉnh Mây Bạc là đỉnh núi cao nhất Ninh Bình và cũng là đỉnh núi cao nhất trong rừng Cúc Phương với độ cao 648 m phần lớn diện tích của xã thuộc vườn quốc gia Cúc Phương.

## Hành chính
Xã Cúc Phương được chia thành 10 thôn: Bãi Cả, Đồng Bót, Đồng Quân, Đồng Tâm, Nga 1, Nga 2, Nga 3, Sấm 1, Sấm 2, Sấm 3.

## Lịch sử
Trước năm 1930, Cúc Phương đã hình thành 2 xã:
- Xã Chi Cái thuộc tổng Văn Luận
- Xã Yên Bạc thuộc tổng Quỳnh Lưu.

Sau năm 1930, chế độ phong kiến thực dân đã hợp nhất Chi Cái và Yên Bạc thành xã Cúc Phương thuộc tổng Văn Luận, phủ Nho Quan và xã Cúc Phương có 49 hộ với 205 khẩu là 100% đồng bào dân tộc Mường.
Cuối năm 1945 đầu năm 1946, xã Cúc Phương được đổi tên thành xã Phú Vinh. Xã Phú Vinh được mở rộng địa giới hành chính bao gồm xã Cúc Phương và một số bản của xã Kỳ Phú: Ao Lươn, Mét, Kỳ Lão.
Tháng 4 năm 1949, xã Phú Vinh chia tách 3 bản của xã Kỳ Phú sáp nhập với một số thôn của xã Minh Đức và xã Yên Mông đặt tên là xã Quang Trung.
Đến tháng 11 năm 1953, xã Quang Trung được tách ra thành 3 xã gồm: Yên Quang, Văn Phương và Vinh Quang.
Tháng 4 năm 1965, xã Vinh Quang được đổi tên thành xã Cúc Phương cho đến nay.
Trước năm 1986, xã Cúc Phương có tổng diện tích là 11.350 ha. Sau khi, Vườn quốc gia Cúc Phương thực hiện việc chuyển dân ra khỏi vùng lõi Vườn Quốc gia từ năm 1986 đến năm 1990 địa giới hành chính xã Cúc Phương được mở rộng và có sự thay đổi, Diện tích tự nhiên là 12.373,51 ha; trong đó diện tích đất canh tác là 453,81 ha; đất đồi rừng lâm nghiệp là 340 ha, diện tích núi đá, đất có đá lộ đầu là 232 ha; còn lại là diện tích rừng đặc dụng do Vườn Quốc gia quản lý.
Tên làng, tên xóm có sự thay đổi theo từng thời kỳ cách mạng. Sau cách mạng tháng 8/1945 Cúc Phương có 8 làng: Nga, Sấm, Đang, Mạc, Đồng Cơn, Đăn, Lá Mền, Bống.
Năm 1987, sau khi chuyển dân đợt 1 thì có 4 làng: Đồng Cơn, Đăn, Lá Mền, Bống ra khỏi Vườn quốc gia Cúc Phương quản lý, xã Cúc Phương có sự thay đổi tên làng:
- Làng Nga tách ra thành 3 thôn: Nga 1, Nga 2, Nga 3
- Làng Sấm tách ra thành 3 thôn: Sấm 1, Sấm 2, Sấm 3
- Bốn làng chuyển địa điểm mới lập thành 2 thôn: Đồng Quân và Đồng Tâm.

Năm 1990, chuyển dân đợt 2 ra khỏi Vườn quốc gia Cúc Phương gồm có 2 làng: Đang và Mạc đến địa điểm mới thành lập thôn Đồng Bót.
Năm 1994, thành lập thôn Bãi Cả gồm 34 hộ dân ở 4 thôn: Sấm 1, Sấm 2, Sấm 3 và Nga 1 chuyển đến theo quyết định dãn dân của UBND tỉnh Ninh Bình.
Theo Nghị quyết số 1674/NQ-UBTVQH15 ngày 16/6/2025 về sắp xếp các đơn vị hành chính cấp xã của tỉnh Ninh Bình năm 2025, sắp xếp xã Văn Phương và xã Cúc Phương thành xã mới có tên gọi là xã Cúc Phương.

## Du lịch
- Vườn quốc gia Cúc Phương là vườn quốc gia đầu tiên của Việt Nam. Cúc Phương nằm trên 3 tỉnh nhưng trung tâm của rừng đặt tại xã Cúc Phương. Vườn quốc gia này có hệ động thực vật phong phú đa dạng mang đặc trưng rừng mưa nhiệt đới. Nhiều loài động thực vật có nguy cơ tuyệt chủng cao được phát hiện và bảo tồn tại đây.
- Cucphuong Orion Resort là khu nghỉ dưỡng nước khoáng nóng Cúc Phương, được xây dựng trên diện tích gần 100 ha thuộc xã Cúc Phương, bao gồm một tổ hợp giải trí, nghỉ dưỡng và cư trú nhiều tiện ích là Cucphuong Resort và Cucphuong Villas. Khu du lịch nghỉ dưỡng nằm vị trí liền kề với rừng Cúc Phương. Sản phẩm là nước khoáng nóng Cúc Phương, Bùn khoáng thiên nhiên và Bộ sưu tập đá cổ sinh, gỗ hoá thạch. Cucphuong Villas là khu biệt thự nghỉ dưỡng sinh thái. Cucphuong Resort là khu nghỉ dưỡng chăm sóc sức khỏe. Hệ thống khách sạn của Cucphuong Resort bao gồm 36 phòng nghỉ bungalow.